# Códigos de Defesa (2013)
The Numbers Station (Códigos de Defesa, no Brasil e em Portugal) é um filme britânico dos gêneros drama e suspense, produzido pela Furst Films e distribuído pela Image Entertainment. O longa-metragem foi dirigido pela cineasta dinamarquês Kasper Barfoed, e estrelado pelos atores John Cusack,Malin Åkerman eLiam Cunningham.

## Enredo
O filme é estrelado por John Cusack como um ex-agente da CIA que está encarregado de proteger a operadora de códigos. Quando um ataque altamente organizado ameaça suas vidas e a segurança do centro de comunicação, o ex-agente e sua nova parceira, interpretada por Malin Åkerman, devem trabalhar juntos para impedir que sejam mortos pelos especialistas.

## Elenco
- John Cusack como Emerson Kent
- Malin Åkerman como Katherine
- Liam Cunningham como Michael Grey
- Max Bennett como Intern
- Richard Brake como Max
- Joey Ansah como Derne
- Hannah Murray como Rachel Davis